# Deutsche Fußballmeisterschaft 1932/33
Die Endphase der sechsundzwanzigsten deutschen Fußballmeisterschaft fand bereits nach der „Machtübernahme“ durch die NSDAP statt. Von den umwälzenden Veränderungen und Gleichschaltungen blieb auch der Fußball nicht verschont. Mit Hilfe der Reichstagsbrandverordnung wurde die Kampfgemeinschaft für Rote Sporteinheit („Rotsport“) zwangsaufgelöst und deren Führer inhaftiert, nur kurze Zeit später traf es den ATSB. Beide Verbände konnten demzufolge ihre Meisterschaften nicht beenden.
Auch der Deutsche Fußball-Bund war von den Veränderungen betroffen. Am 28. April 1933 wurde der Posten des Reichskommissars für Turnen und Sport geschaffen und mit dem SA-Mitglied Hans von Tschammer und Osten besetzt. Der bisher bestehende Deutsche Reichsausschuss für Leibesübungen löste sich „freiwillig“ auf. Damit hatten die Nationalsozialisten den Anfang gemacht, den gesamten Sport unter ihre Kontrolle zu bringen; weitere Schritte sollten folgen. Die Vereine mussten sich im Mai alle eine Einheits-Satzung geben. Wesentliche Punkte waren dabei die Einführung des Führerprinzips und der Ausschluss jüdischer Mitglieder.
Sportlich brachte diese Meisterschaft den Durchbruch für den westdeutschen Fußball. Bisher hatten die westdeutschen Vereine nur einmal, im Jahr 1913 einen Finalisten gestellt. In dieser Saison gab es gleich ein rein westdeutsches Finale, das von Fortuna Düsseldorf gewonnen wurde. Die Fortuna, die die Endrunde ohne Gegentor absolvierte (Torverhältnis: 19:0), feierte damit ihren ersten und bisher einzigen deutschen Meistertitel. Es gab deutliche Parallelen zum Vorjahr, denn auch in diesem Jahr hatten sich beide Finalkontrahenten bereits im regionalen Meisterschaftsfinale gegenübergestanden und auch dort hatte die im Endspiel um die deutsche Meisterschaft unterlegene Mannschaft das Duell gewonnen.

## Teilnehmer an der Endrunde
| Verein                        | Qualifiziert als                       |
| SV Prussia-Samland Königsberg | Nordostdeutscher Meister               |
| SV Hindenburg Allenstein      | Nordostdeutscher Vizemeister           |
| Beuthener SuSV                | Südostdeutscher Meister                |
| Vorwärts RaSpo Gleiwitz       | Südostdeutscher Vizemeister            |
| Hertha BSC                    | Meister Berlin-Brandenburg             |
| BFC Viktoria 1889             | Vizemeister Berlin-Brandenburg         |
| Dresdner SC                   | Mitteldeutscher Meister                |
| PSV Chemnitz                  | Mitteldeutscher Pokalvizemeister       |
| Hamburger SV                  | Norddeutscher Meister                  |
| SV Arminia Hannover           | Norddeutscher Vizemeister              |
| FC Schalke 04                 | Westdeutscher Meister                  |
| Fortuna Düsseldorf            | Westdeutscher Vizemeister              |
| VfL Benrath                   | Westdeutscher Pokalsieger              |
| FSV Frankfurt                 | Süddeutscher Meister                   |
| SV 1860 München               | Süddeutscher Vizemeister               |
| Eintracht Frankfurt           | Dritter der süddeutschen Meisterschaft |

## Achtelfinale
| Datum        |                       | Ergebnis             | !Stadion                                                      |
| ------------ | --------------------- | -------------------- | ------------------------------------------------------------- |
| 07. Mai 1933 | Hamburger SV          | 1:4 (0:2)            | Eintracht Frankfurt \|Hamburg, Stadion Hoheluft               |
| 07. Mai 1933 | VfL Benrath           | 0:2 (0:2)            | SV 1860 München \|Köln, Müngersdorfer Stadion                 |
| 07. Mai 1933 | Fortuna Düsseldorf    | 9:0 (3:0)            | Vorwärts RaSpo Gleiwitz \|Düsseldorf, Rheinstadion            |
| 07. Mai 1933 | Dresdner SC           | 1:2 n. V. (1:1, 0:1) | SV Arminia Hannover \|Dresden, Stadion am Ostragehege         |
| 07. Mai 1933 | Beuthener SuSV        | 7:1 (3:1)            | SV Prussia-Samland Königsberg \|Beuthen, Hindenburg-Kampfbahn |
| 07. Mai 1933 | FSV Frankfurt         | 6:1 (1:1)            | PSV Chemnitz \|Frankfurt am Main, Stadion am Riederwald       |
| 07. Mai 1933 | Hindenburg Allenstein | 4:1 (2:0)            | Hertha BSC \|Allenstein, Waldstadion                          |
| 14. Mai 1933 | FC Schalke 04         | 4:1 (1:0)            | BFC Viktoria 1889 \|Dortmund, Kampfbahn Rote Erde             |

- (Quelle: Libero D6/D7 1993, Seite 64)

## Viertelfinale
| Datum        |                     | Ergebnis    | !Stadion                                                         |
| ------------ | ------------------- | ----------- | ---------------------------------------------------------------- |
| 21. Mai 1933 | SV Arminia Hannover | 0:3 (0:2)   | Fortuna Düsseldorf \|Hannover, Hindenburg-Kampfbahn              |
| 21. Mai 1933 | Eintracht Frankfurt | 12:2 (7:0)0 | Hindenburg Allenstein \|Frankfurt am Main, Stadion am Riederwald |
| 21. Mai 1933 | FC Schalke 04       | 1:0 (0:0)   | FSV Frankfurt \|Essen, Uhlenkrugstadion                          |
| 21. Mai 1933 | SV 1860 München     | 3:0 (2:0)   | Beuthener SuSV \|Nürnberg, Städtisches Stadion                   |

## Halbfinale
| Datum        |                    | Ergebnis  | !Stadion                                         |
| ------------ | ------------------ | --------- | ------------------------------------------------ |
| 28. Mai 1933 | Fortuna Düsseldorf | 4:0 (1:0) | Eintracht Frankfurt \|Berlin, Preussen-Platz     |
| 28. Mai 1933 | FC Schalke 04      | 4:0 (1:0) | SV 1860 München \|Leipzig, Probstheidaer Stadion |

## Finale
| Fortuna Düsseldorf                                     | Fortuna Düsseldorf | FC Schalke 04 | FC Schalke 04 |
| ------------------------------------------------------ | --- | --- | ------------- |
| Fortuna Düsseldorf                                     | \| Sonntag, 11. Juni 1933 in Köln (Müngersdorfer Stadion) \| \| Ergebnis: 3:0 (1:0) \| \| Zuschauer: 60.000 \| \| Schiedsrichter: Alfred Birlem (Berlin) \|                                            | \| Sonntag, 11. Juni 1933 in Köln (Müngersdorfer Stadion) \| \| Ergebnis: 3:0 (1:0) \| \| Zuschauer: 60.000 \| \| Schiedsrichter: Alfred Birlem (Berlin) \|                                                   | FC Schalke 04 |
| Fortuna Düsseldorf                                     | Willi Pesch – Kurt Trautwein, Paul Bornefeld – Paul Janes, Jakob Bender, Theo Breuer – Paul Mehl, Willi Wigold, Georg Hochgesang, Felix Zwolanowski, Stanislaus Kobierski Cheftrainer: Heinrich Körner | Hermann Mellage – Fritz Wohlgemuth, Ferdinand Zajons – Otto Tibulsky, Hans Bornemann, Valentin Przybylski – Hans Rosen, Fritz Szepan, Ernst Kuzorra, Hermann Nattkämper, Emil Rothardt Cheftrainer: Kurt Otto | FC Schalke 04 |
| Fortuna Düsseldorf                                     | 1:0 Zwolanowski (10.) 2:0 Mehl (70.) 3:0 Hochgesang (85.) | | FC Schalke 04 |
| Sonntag, 11. Juni 1933 in Köln (Müngersdorfer Stadion) | | |               |
| Ergebnis: 3:0 (1:0)                                    | | |               |
| Zuschauer: 60.000                                      | | |               |
| Schiedsrichter: Alfred Birlem (Berlin)                 | | |               |

## Torschützenliste
| Spieler | Spieler           | Verein              | Spiele | Tore |
| ------- | ----------------- | ------------------- | ------ | ---- |
| 1.      | Karl Ehmer        | Eintracht Frankfurt | 3      | 6    |
| 2.      | Georg Hochgesang  | Fortuna Düsseldorf  | 4      | 5    |
| 2.      | Paul Mehl         | Fortuna Düsseldorf  | 4      | 5    |
| 2.      | Felix Zwolanowski | Fortuna Düsseldorf  | 4      | 5    |
| 5.      | August Möbs       | Eintracht Frankfurt | 3      | 4    |